# Mohanpur, Bangladesh
Mohanpur är ett underdistrikt i Bangladesh. Det ligger i den västra delen av landet, 200 km nordväst om huvudstaden Dhaka.
Trakten runt Mohanpur består till största delen av jordbruksmark. Runt Mohanpur är det mycket tätbefolkat, med 1 221 invånare per kvadratkilometer.